# Younger Now
Younger Now is het zesde studioalbum van de Amerikaanse zangeres Miley Cyrus. Het album is uitgebracht op 29 september 2017 door RCA Records. Dit album is het vervolg op haar vorige commerciële studioalbum Bangerz (2013).

## Achtergrond en release
Het album werd door Cyrus zelf aangekondigd op 8 augustus 2017 via haar website. Het album werd op 18 augustus 2017 beschikbaar gesteld om vooruit te bestellen op iTunes, Amazon en Google Play.
Basgitariste Nicole Row, die Cyrus heel het jaar begeleidde op de albumtournee, werd als inspiratie vermeld op het album.

## Singles
De eerste single van het album heet "Malibu" en werd uitgebracht op 11 mei 2017. Cyrus kondigde op 13 augustus 2017 de tweede officiële single van haar nieuwe studioalbum aan, gelijknamig aan het nieuwe album, "Younger Now" en werd uitgebracht op 18 augustus 2017.

### Promotiesingles
Op 9 juni 2017 werd de promotiesingle "Inspired" uitgebracht en het nummer "Week Without You" werd op 21 september 2017 uitgebracht als de tweede promotiesingle.

## Tracklist
| 1.                                | "Younger Now"                      | Miley Cyrus · Oren Yoel | Oren Yoel | 4:08 |
| 2.                                | "Malibu"                           | Cyrus · Yoel            | Yoel      | 3:51 |
| 3.                                | "Rainbowland" (feat. Dolly Parton) | Cyrus                   | Yoel      | 4:25 |
| 4.                                | "Week Without You"                 | Cyrus                   | Yoel      | 3:44 |
| 5.                                | "Miss You so Much"                 | Cyrus                   | Yoel      | 4:53 |
| 6.                                | "I Would Die for You"              | Cyrus                   | Yoel      | 2:53 |
| 7.                                | "Thinkin'"                         | Cyrus                   | Yoel      | 4:05 |
| 8.                                | "Bad Mood"                         | Cyrus                   | Yoel      | 2:59 |
| 9.                                | "Love Someone"                     | Cyrus                   | Yoel      | 3:19 |
| 10.                               | "She's Not Him"                    | Cyrus                   | Yoel      | 3:33 |
| 11.                               | "Inspired"                         | Cyrus · Yoel            | Yoel      | 3:21 |
| Totale duur: Totale lengte: 41:11 |                                    |                         |           |      |